# Račinovci
Račinovci su selo koje se nalazi na samom jugu Vukovarsko-srijemske županije u blizini granice sa Srbijom i Bosnom i Hercegovinom. Pripada općini Drenovci, a s ostalim naseljima županjske Posavine spada u područje Cvelferije.
Postoji vise teorija za nastanak samog imena sela, možda najzastupljenija je ona koja ime Račinovci dovodi u vezu s racama tj. patkama kojih je nekad u selu bilo na pretek.

## Stanovništvo
Prema popisu stanovništva iz 2001. godine, Račinovci su imali 982 stanovnika, a deset godina kasnije, 2011., 691.
| broj stanovnika | 878   | 912   | 961   | 1226  | 1407  | 1451  | 1382  | 1508  | 1437  | 1416  | 1453  | 1344  | 1126  | 996   | 982   | 700   | 517   |
|                 | 1857. | 1869. | 1880. | 1890. | 1900. | 1910. | 1921. | 1931. | 1948. | 1953. | 1961. | 1971. | 1981. | 1991. | 2001. | 2011. | 2021. |

## Povijest
Župa je osnovana 1769. godine pošto se odvojila od matice Drenovci, s filijalama Gunja, Đurići, Strošinci i Jamena, a prvi župnik bio je Ivan Šargović. Iste je godine izvršena i kanonska vizitacija.1859. odvojili su se od Račinovačke župe filijale Strošinci i Jamena. Crkva je građena od 1807. do 1812., a sasvim završena 1814. kad je i blagoslovljena 28. studenog. Crkva sv. Ivana Krstitelja je od opeke, u romanskom stilu.
Dan sv. Ivana Krstitelja župljani slave kao svoj dan, takozvani kirbaj, koji se obilježava 24. lipnja.

## Školstvo
Kotač povijesti račinovačkog školstva po prvi puta se pokrenuo 1779. godine. Glavno zapovjedništvo u Osijeku javilo 31. prosinca 1779. da je Dvorsko vijeće svojim reskriptom od 31. studenog iste godine dopustilo da se u Račinovcima napravi nova školska zgrada i da se škola iz Surčina (mjesto u blizini Zemuna; danas Srbija) premjesti u Račinovce. Time je u Račinovcima počela s radom prva Trivijalna škola u privatnoj kući, da bi se godinu dana poslije smjestila u novoizgrađenu školsku zgradu. Poslije babogredačke uvrstila se među najstarije u Županjskoj posavini.
Sadašnja školska zgrada, sa suvremenim i funkcionalnim prostorima za redovitu nastavu i izvannastavne aktivnosti, izgrađena je 1969. godine. Škola počinje raditi 1974. godine pod imenom koje i danas nosi: Osnovna škola "Ivan Filipović", Račinovci.
U sklopu Osnovne škole "Ivan Filipović" u Račinovcima još od školske godine 1957./58. radi područna škola u Đurićima. Utemeljena 1830. godine ova škola nije prekidala s radom, a nastava se do nedavno odvijala u zgradi koja je sagrađena 1911. godine.
Tijekom Domovinskog rata, točnije 16. studenog 1991. godine agresorski zrakoplovi JNA znatno su oštetili školsku zgradu u Račinovcima. Sredstvima MPŠ RH školska zgrada je obnovljena i dograđena: obnovljeno je krovište, prozori i sanitarni čvorovi. Dograđen je još jedan ulaz - izlaz, kotlovnica, prostorija za učeničku odjeću i obuću, centralno grijanje, blagavaonica i zgrada je priključena na plinski i vodoopskrbni sustav.

## Kultura
- Luka Pavlović (Račinovci, 26. kolovoza 1932. – Sarajevo, 3. siječnja 1982.) novinar, urednik, hrvatski pjesnik, pripovjedač, književni i kazališni kritičar.

## Šport
NK "Sloga" Račinovci, je nogometni klub koji djeluje od 1929. godine. Nogometni klub "Sloga" je osvajao kup bivše općine Županja, bio je pobjednik liga u kojima se natjecao. Boja kluba NK "Sloga" Račinovci je plava, ima u svom pogonu i mlađe selekcije, a to su pioniri i juniori (nisu stalni zbog nedostatka igrača i zbog velikih troškova). Igrači iz NK "Sloga" su odlazili i sada odlaze igrati u okolna sela iz Cvelferije, u Županju (NK "Graničar", NK "Sladorana") i u BiH.

## Turizam
Račinovci su selo s turističkom ponudom koja obuhvaća pecanje na jednom od najčišćih dijelova Save, promatranje ptica i divljači i noćenje u starim koljebama.